# Lev Roudnev
Pour les articles homonymes, voir Roudnev.
Lev Vladimirovitch Roudnev (en russe : Лев Владимирович Руднев) est un architecte russe puis soviétique et un représentant du réalisme socialiste, né le 1er mars 1885 et mort le 19 novembre 1956.
Lev Roudnev est né à Opotchka (d'autres sources indiquent Novgorod). Son père était instituteur. Il fréquenta le collège à Riga et l'Académie impériale de Saint-Pétersbourg (1906). À l'Académie, il étudia la peinture avec Léon Benois et l'architecture avec Ivan Fomine. En 1915, Roudnev reçut son diplôme d'architecte.
Après la Révolution de février 1917, Roudnev remporta le concours pour le « Monument aux Victimes de la Révolution » sur le Champ de Mars de Petrograd (mars 1917). Le monument avant-gardiste fut construit d'après son projet.
De 1922 à 1948, Lev Roudnev fut professeur à l'Académie des Arts de Leningrad, puis (1948-1952) professeur à l'institut de Moscou pour l'architecture. Lev Roudnev était en outre membre de l'Académie soviétique pour l'architecture.

## Travaux
Lev Roudnev fut le planificateur de beaucoup de grands projets monumentaux, entre autres :
- Bâtiment de l'Administration rue Chapochnikov à Moscou (1934-1938)
- Bâtiment d'administration du barrage Frounzé (1938-1955)
- Académie militaire Frounzé à Moscou (1939)
- Bâtiment principal de l'Université de Moscou (1949-1953), probablement son bâtiment le plus connu, Prix Staline en 1949 ; Roudnev en fut l'architecte en chef
- Bâtiment du gouvernement de la République socialiste soviétique d'Azerbaïdjan à Bakou (terminé en 1952)
- Palais de la Culture et de la Science à Varsovie (1952-1955)
- Palais de la Culture et de la Science (Riga) à Riga, Lettonie, (1951-1958)

## Source
- (en) Cet article est partiellement ou en totalité issu de l’article de Wikipédia en anglais intitulé « Lev Rudnev » (voir la liste des auteurs).